# Saint-André-de-la-Roche
Saint-André-de-la-Roche (in italiano Sant'Andrea, ormai desueto) è un comune francese di 5 028 abitanti situato nel dipartimento delle Alpi Marittime nella regione della Provenza-Alpi-Costa Azzurra. Fino al 4 febbraio 2001 era chiamato Saint-André.

## Storia
Saint-André viene menzionato come borgo per la prima volta in un testamento di Odilo del 999 come appartenente per un quarto all'abbazia di Saint-Pons. Gli altri tre quarti del feudo appartenevano al feudo di Revel che era posto presso Tourrette-Levens.
Per matrimonio, il feudo di Revel con una parte di Saint-André passò alla famiglia Thaon, signori di Lantosque, nel 1628. La famiglia mutò ufficialmente titolo nobiliare da questo punto storico in conte di Thaon di Revel e di St. André.

## Società

### Evoluzione demografica
Abitanti censiti